# Irsch (bei Saarburg)
Irsch település Németországban, Rajna-vidék-Pfalz tartományban. Lakosainak száma 1606 fő (2023. december 31.).

## Népesség
A település népességének változása:
| Lakosok száma | 1463 | 1524 | 1517 | 1503 | 1545 | 1583 | 1606 |
|               | 1975 | 2010 | 2017 | 2019 | 2021 | 2022 | 2023 |